# انسینو من
انسینو من (به انگلیسی: Encino Man) (معروف به مرد کالیفرنیا در چندین منطقه) یک فیلم کمدی آمریکایی محصول سال ۱۹۹۲ است که توسط لس میفیلد در اولین کارگردانی خود کارگردانی شد. در این فیلم، در این فیلم، دو نوجوان یک غارنشین یخ زده را کشف می‌کنند و آب می‌کنند، که باید با جامعه قرن بیستم سازگار شود و در عین حال به آنها درس‌های زندگی می‌دهد.

## بازخوردها
- این فیلم در گیشه موفق بود.[۲] این فیلم در آخر هفته افتتاحیه ۹٫۹ میلیون دلار فروش کرد و در گیشه چهارم شد. این فیلم با بودجه ۷٫۵ میلیون دلاری در مجموع ۴۰٫۷ میلیون دلار در باکس آفیس آمریکای شمالی به دست آورد.[۳] این فیلم در ۲۵ سپتامبر ۱۹۹۲ با عنوان مرد کالیفرنیا در بریتانیا اکران شد و در رتبه پنجم اکران قرار گرفت.[۴]
- در متاکریتیک، فیلم بر اساس ۲۰ منتقد، میانگین وزنی ۲۵ از ۱۰۰ امتیاز را دارد که نشان‌دهنده «بررسی‌های عموماً نامطلوب» است.[۵]
- تماشاگران مورد بررسی سینماسکور به فیلم نمره متوسط "A" را در مقیاس A + تا F دادند.[۶]